# Saint-Sauvant (Vienne)
Saint-Sauvant é uma comuna francesa na região administrativa da Nova Aquitânia, no departamento de Vienne. Estende-se por uma área de 59,58 km², com 1 3O5 habitantes, segundo os censos de 2 006, com uma densidade de 21 hab/km².